# Time Crisis (serie)
Time Crisis (タイムクライシス?, Taimu Kuraishisu) è una serie di videogiochi arcade sparatutto su rotaia con pistola ottica di Namco. Il primo titolo della serie fu pubblicato per arcade nel 1995 e successivamente convertito per PlayStation nel 1997. La caratteristica di ogni Time Crisis ruota solitamente attorno ad una seria minaccia per una nazione. Tuttavia, in alcuni giochi è presente una minaccia che coinvolge l'intero mondo (Time Crisis II) o il protagonista (Time Crisis: Project Titan).

Logo del primo titolo della serie

La V.S.S.E. (Vital Situation, Swift-Elimination), un'organizzazione segreta, deve inviare i suoi agenti altamente addestrati per eliminare qualsiasi minaccia alla sicurezza. Il primo Time Crisis ha tre livelli con quattro aree ciascuno. Il secondo e terzo titolo hanno tre livelli, ciascuno con tre aree. Il quarto titolo aggiunge un prologo per un totale di 4 livelli ognuno con tre aree (con l'eccezione del prologo, che ha una sola area). Il quinto titolo ha un esclusivo kit d'aggiornamento (l'edizione True Mastermind, che è la versione completa del gioco) che raddoppia i livelli da 3 a 6, con 3 aree che sono interconnesse l'una all'altra, quindi non ci dovrebbero essere interruzioni/caricamenti dopo aver completato un'area (con l'eccezione del livello finale che ha una sola area).

## Modalità di gioco

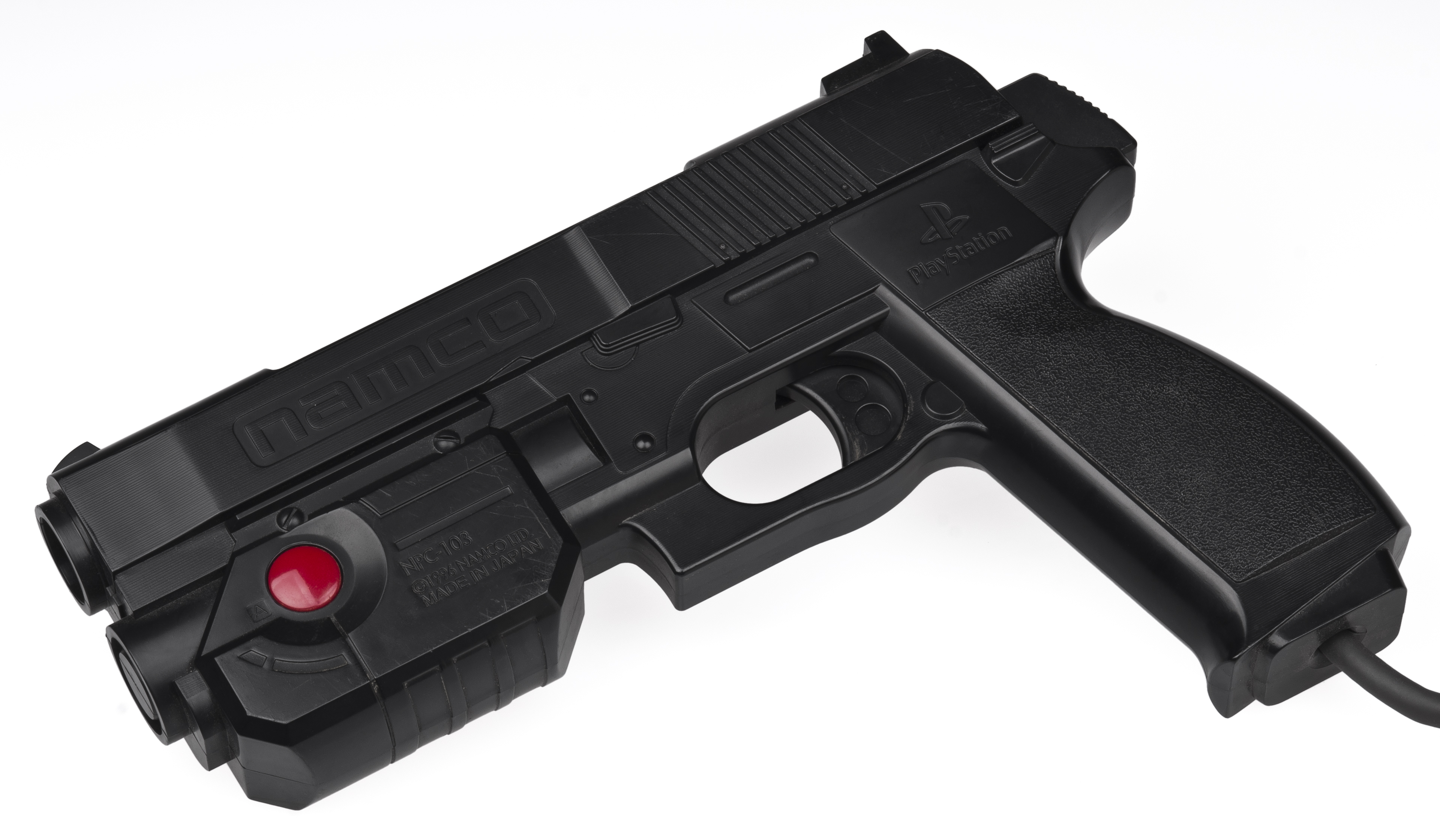
Le GunCon venivano vendute allegate alle versioni per console di Time Crisis. La pistola ottica nera qui presente era destinata all'utilizzo sulla prima PlayStation

La serie di Time Crisis si basa sullo sparare a tutti i nemici sullo schermo in un'area entro un limite di tempo specifico per continuare verso l'area successiva e completare il livello. La caratteristica distintiva del franchise è il suo sistema di copertura: il giocatore schiaccia un pedale per far emergere il suo personaggio dalla copertura e attaccare i nemici, e rilascia il pedale per mettersi al riparo, proteggendo il suo personaggio dagli attacchi nemici ma lasciandolo incapace di sparare.
In Time Crisis 5, il pedale è stato ridisegnato in due pedali, uno a sinistra e uno a destra, per dare al giocatore la possibilità di spostarsi in due posizioni da cui emergere dalla copertura e eliminare i nemici inconsapevoli. Il giocatore deve mettersi al riparo per ricaricare la sua pistola.
Time Crisis 3 ha introdotto nuove armi: una mitragliatrice, un fucile a pompa e un lanciagranate, che hanno munizioni limitate ma possono essere ricaricate uccidendo determinati nemici. Per cambiare le armi in Time Crisis 3 e 4, il giocatore deve premere il grilletto stando coperto; in Time Crisis 5, un pulsante separato situato sulla sinistra e sulla destra del controller della pistola consente al giocatore di cambiare arma in qualsiasi momento. L'orologio del conto alla rovescia impedisce al giocatore di rimanere dietro copertura troppo a lungo e impone un limite di tempo per eliminare i nemici del livello, evitando di essere colpiti dai loro colpi.
In Time Crisis e Project Titan, dopo il completamento di un'area, viene aggiunto del tempo supplementare mentre il timer continua a scorrere, la partita termina allo scadere del tempo. Nei titoli multiplayer (a partire da Time Crisis II), l'orologio si ripristina dopo che il giocatore ha eliminato i nemici della loro area e passerà ad un solo punto vita se raggiunge lo zero.
In Time Crisis 5 oltre al normale conto alla rovescia ci saranno parti in cui il giocatore deve agire entro un intervallo di tempo specifico: in alcune parti del gioco, il giocatore deve premere il pedale sinistro o destro indicato per evitare danni dai detriti in arrivo, un livello dove come cecchino bisogna uccidere i nemici dalle posizioni nascoste dell'area e sequenze al rallentatore dove bisogna sparare su dei bersagli prima che diventino rossi.

## Giochi

Una schermata di gioco del primo Time Crisis

Il primo Time Crisis fu pubblicato per arcade nel 1995 e convertito su PlayStation nel 1997. Fu il primo gioco a supportare la periferica light gun GunCon.
Un sequel a due giocatori, intitolato Time Crisis II, caratterizzato da due macchine collegate insieme, consentono ai giocatori di coprirsi a vicenda. Ogni giocatore uccide i nemici su percorsi leggermente differenti, creando ambienti unici per difendersi. Fu distribuito per arcade nel 1998 e su PlayStation 2 nel 2001. È il primo gioco a supportare il GunCon 2.
Fu anche prodotto uno spin-off di questo gioco, Crisis Zone (supervisionato anche da Takashi Sano). Da una parte Crisis Zone ha meccaniche di gioco simili a Time Crisis, dall'altra Crisis Zone dispone di una modalità a singolo giocatore con una mitragliatrice automatica (opposta alla pistola standard, sebbene la pistola può essere usata più tardi nella versione remake), sfondi interattivi, e una differente trama incentrata sulle operazioni anti-terroristiche di Claude McGarren (chiamato "Croad MacGalain" nella versione arcade) delle truppe d'élite S.T.F. Un remake per PlayStation 2 del titolo è stato pubblicato nel 2004 come Time Crisis: Crisis Zone. Un seguito, Time Crisis: Project Titan, fu distribuito nel 2001 esclusivamente per PlayStation, che dispone di un nuovo sistema di multi-copertura. Si tratta di una storia parallela del primo Time Crisis.
Nel 2003, Namco fece uscire un diretto sequel chiamato Time Crisis 3 per arcade e PlayStation 2. Garantisce quattro differenti armi disponibili all'inizio (pistola, mitragliatrice, fucile e lanciagranate). Le munizioni di queste ultime tre dovranno essere ricaricate durante il gioco. La versione console dispone di una nuova storia parallela in cui il giocatore può usare un fucile di precisione durante alcune scene. Nel 2005 uscì per cellulari Time Crisis Mobile nel quale la pistola ottica fu sostituita semplicemente dall'utilizzo dei tasti del telefono.
Nel 2006, uscì Time Crisis 4 il quale introduce un sistema di multi-copertura (simile a quello presente in Time Crisis: Project Titan) dove il giocatore può muovere la pistola in una certa direzione per muovere la posizione del personaggio in certe aree del gioco indipendentemente dal fatto che il giocatore si possa nascondere o attaccare il nemico. Una versione per PlayStation 3 negli Stati Uniti e Giappone, e nel 2008 in Europa e Australia, esclusivamente con allegato la GunCon 3. È noto per l'introduzione di una modalità sparatutto in prima persona nella serie.
Time Crisis Strike fu distribuito da Namco nel gennaio 2009 per iOS. E'uno spin-off di Time Crisis 3, con una storia differente.
Nel 2009, uscì un altro spin-off, Razing Storm. Ripubblicato nell'ottobre 2010 con il titolo Time Crisis: Razing Storm, esclusivamente per PS3. Questa versione è conosciuta in Giappone come Big 3 Gun Shooting e divenne una raccolta con Deadstorm Pirates e la versione arcade di Time Crisis 4. Tutti i giochi dispongono pienamente del PlayStation Move e supporto GunCon 3.
Uno spin-off per cellulari, Time Crisis Elite, fu sviluppato da Electronic Arts e pubblicato da Namco nel 2009.
Time Crisis 2nd Strike fu pubblicato da Namco nel settembre 2010 per iOS. È il sequel di Time Crisis Strike e versione alternativa di Time Crisis 4. Non è più disponibile per la vendita dal 30 marzo 2015.
Time Crisis 5 fu distribuito da Namco nel marzo 2015 esclusivamente per arcade. Il gioco usa il motore grafico Unreal Engine di Epic Games. Diversamente dai suoi predecessori, il gioco usa due pedali. Namco più tardi annunciò l'edizione "True Mastermind" del gioco che uscì verso la fine dell'agosto 2015, e include la seconda metà del gioco, consistente di tre nuovi livelli, per un totale di sei livelli, il più lungo della serie. Attualmente è l'unico titolo della serie a non aver avuto una conversione per console.

## La serie

### Serie regolare
- Time Crisis (1995)
- Time Crisis II (1997)
- Time Crisis 3 (2002)
- Time Crisis 4 (2006)
- Time Crisis 5 (2015)

### Spin-off
- Crisis Zone (1999)
- Time Crisis: Project Titan (2001)
- Time Crisis Mobile (2005)
- Time Crisis Strike (2009)
- Time Crisis Elite (2009)
- Time Crisis 2nd Strike (2010)
- Time Crisis: Razing Storm (2010)